# Drapeau de Bermeo
Le Drapeau de Bermeo (Bandera de Bermeo en castillan) est le prix d'une régate qui a lieu depuis 1982, organisée par le Club d'aviron Bermeo.

## Histoire
Cette régate a lieu le 16 septembre, à l'occasion des fêtes de sainte Eufemia, qui est la sainte patronne de la localité. En 1983 elle a été annulée pour causes d'inondations.

## Palmarès
| Édition | Année | Vainqueur       | Second          | Troisième       |
| I       | 1982  | Zumaia          | Kaiku           | Pedreña         |
| II      | 1984  | Algorta         | Portugalete     | Zierbena        |
| III     | 1985  | San Juan        | Kaiku           | Santurtzi       |
| IV      | 1986  | San Juan        | San Pedro       | Iberia          |
| V       | 1987  | San Pedro       | Zumaia          | Mundaca         |
| VI      | 1988  | Zierbena        | Ur-Kirolak      | Santurtzi       |
| VII     | 1989  | Zierbena        | Orio            | Zumaia          |
| VIII    | 1990  | Zierbena        | San Juan        | Castro-Urdiales |
| IX      | 1991  | Orio            | Zierbena        | Santurtzi       |
| X       | 1992  | San Pedro       | Orio            | Donibaneko      |
| XI      | 1993  | San Pedro       | Orio            | Donibaneko      |
| XII     | 1994  | San Pedro       | Ondarroa        | Donibaneko      |
| XIII    | 1995  | Orio            | San Pedro       | Ondarroa        |
| XIV     | 1996  | Orio            | San Pedro       | Hondarribia     |
| XV      | 1997  | Orio            | --              | --              |
| XVI     | 1998  | Orio            | Donibaneko      | San Pedro       |
| XVII    | 1999  | --              | --              | --              |
| XVIII   | 2000  | San Juan        | Orio            | Astillero       |
| XIX     | 2001  | Orio            | Castro-Urdiales | Urdaibai        |
| XX      | 2002  | Castro-Urdiales | Urdaibai        | San Juan        |
| XXI     | 2003  | Orio            | --              | --              |
| XXII    | 2004  | Astillero       | --              | --              |
| XXIII   | 2005  | Astillero       | Hondarribia     | Castro-Urdiales |
| XXIV    | 2006  | Castro-Urdiales | Hondarribia     | Pedreña         |
| XXV     | 2007  | Urdaibai        | Pedreña         | Orio            |
| XXVI    | 2008  | Urdaibai        | Castro-Urdiales | Zarautz         |
| XXVII   | 2009  | Castro-Urdiales | Orio            | Hondarribia     |
| XXVIII  | 2010  | Urdaibai        | Castro-Urdiales | Pedreña         |